# الأكاذيب، والأكاذيب اللعينة، والإحصائيات

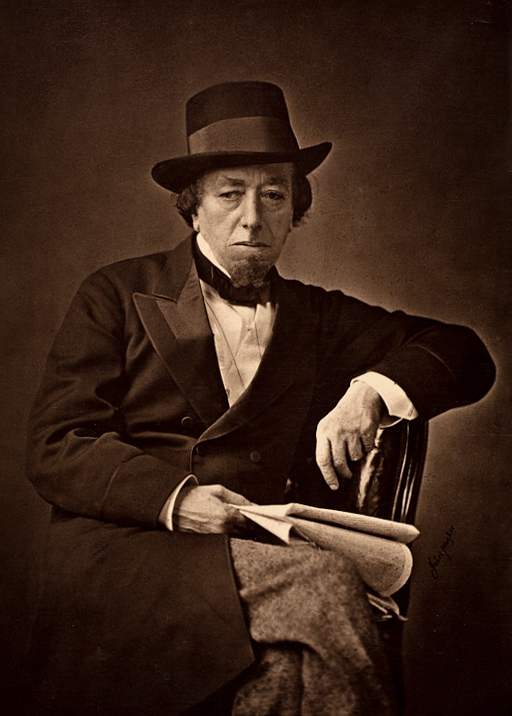
أصل عبارة "الأكاذيب، والأكاذيب الملعونة، والإحصاءات" غير واضح، لكن مارك توين نسبها إلى بينجامين دزرائيلي

"الأكاذيب، والأكاذيب اللعينة، والإحصائيات" هي عبارة تصف القدرة الإقناعية للإحصاءات في تعزيز الحجج الضعيفة، وتعتبر "واحدة من أفضل وأشهر" الانتقادات للإحصاءات التطبيقية. تُستخدم أحيانًا بشكل غير رسمي للتشكيك في الإحصاءات المستخدمة لإثبات وجهة نظر الخصم.
شاعت العبارة في الولايات المتحدة بفضل مارك توين (من بين آخرين)، الذي نسبها إلى رئيس الوزراء البريطاني بنجامين دزرائيلي. ومع ذلك، لم تُوجد هذه العبارة في أي من أعمال دزرائيلي وأول ظهور معروف لها كان بعد وفاته بسنوات. وقد نسب العديد من الأشخاص الآخرين هذه العبارة لأنفسهم، وغالبًا ما تُنسب إلى توين نفسه.

## التاريخ
شاع مارك توين هذه العبارة في كتابه Chapters from My Autobiography (فصول من سيرتي الذاتية)، الذي نُشر في مجلة North American Review (مراجعات أمريكا الشمالية) عام 1907. كتب توين: "الأرقام غالبًا ما تضللني، خصوصًا عندما أكون أنا من يرتبها بنفسي؛ في هذه الحالة، العبارة المنسوبة إلى دزرائيلي ستكون غالبًا ملائمة بالعدالة والقوة: 'هناك ثلاثة أنواع من الأكاذيب: الأكاذيب، الأكاذيب اللعينة، والإحصائيات.'"
كولين وايت يعزو أصول العبارة إلى فرانسوا ماغندي (1783–1855). أثناء مناقشته ضد استخدام الفصد لعلاج الحمى، ومع مواجهته بأرقام إحصائية اعتقد أنها ملفقة، قال هذا الفسيولوجي الفرنسي: "هكذا يقدم لنا تغيير الحقيقة، الذي يظهر بالفعل في الشكل التدريجي للكذب والحنث باليمين، في أقصى درجاته، الإحصائيات." في رأي وايت، كان العالم بحاجة إلى هذه العبارة، وكان العديد من الأشخاص "سيكونون فخورين" بأن يصيغوها، وأصولها الآن غامضة، حيث انتقلت العبارة "من ذكي إلى آخر".
تشمل النسب البديلة، من بين العديد من الآخرين (مثل والتر باجهوت وآرثر جيمس بلفور)، الصحفي والسياسي الإنجليزي الراديكالي هنري دو بريه لابوشير (1831–1912)، جرفويس أثلستان بينز، والسياسي والعالم البريطاني ليونارد هـ. كورتني، الذي استخدم العبارة في عام 1895 وأصبح بعد ذلك بعامين رئيسًا لـالجمعية الملكية للإحصاء. نقلاً عن Baines (1896) نسب كورتني العبارة إلى "رجل دولة حكيم"، لكنه ربما كان يشير إلى رجل دولة مستقبلي بدلاً من ماضي. كما نسبت العبارة إلى آرثر ويلزلي، دوق ولينغتون الأول.
العبارة تُقتبس بشكل متكرر في عام 1895، لكن هنا مثال من عام 1894: "جاره الأقل حماسًا يفكر في أنواع الأكاذيب المشهورة، 'الأكاذيب، الأكاذيب اللعينة، والإحصائيات'، ويرد: 'تقارير عن أعداد كبيرة من الحالات التي خضعت للعملية نادرًا ما تفشل في توليد شكوك بشأن المخاطر غير المبررة.'"
يدعي قاموس الفولكلور الإنجليزي أن أقدم حالة تشبه العبارة موجودة في رسالة نُشرت في الصحيفة البريطانية National Observer (المراقب الوطني) بتاريخ 8 يونيو 1891، ونشرت في 13 يونيو 1891، الصفحة 93 (–94):
المعاشات الوطنية
[إلى محرر الناشيونال أوبزيرفر]
لندن، 8 يونيو 1891
"سيدي، - لقد قيل بذكاء أن هناك ثلاثة أنواع من
الكذب: الأول هو 'الكذبة البسيطة'، والثاني هو كذبة صريحة، والثالث والأكثر
تفاقمًا هو الإحصائيات. يعتمد المدافع عن المعاشات الوطنية على
الإحصائيات وعلى غياب الإحصائيات..." لاحقًا، في أكتوبر 1891، كاستفسار في جريدة Notes and Queries (ملاحظات واستفسارات)، طلب السائل المجهول، الموقّع باسم "سانت سوثين"، عن مبتكر العبارة، مما يشير إلى الاستخدام الشائع حتى في ذلك التاريخ. وقد نُسب الاسم المستعار إلى إليزا جوتش.
تتضمن أرشيفات قائمة جمعية اللهجات الأمريكية العديد من المنشورات التي كتبها ستيفن جورانسون والتي تستشهد بأبحاث حول الاستخدامات بعد فترة وجيزة من المذكورة أعلاه.
تتضمن:
- سير تشارلز وينتوورث ديلك (1843–1911) تم الإبلاغ عنه مرتين في أكتوبر 1891 باستخدام العبارة، دون نسبها للآخرين:

"سير تشارلز ديلك [1843–1911] قال في اليوم الآخر أن البيانات الكاذبة يمكن ترتيبها حسب درجاتها تحت ثلاثة رؤوس، أكاذيب صغيرة، أكاذيب كبرى، والإحصائيات." بريستول ميركوري وديلي بوست، الإثنين، 19 أكتوبر 1891
ديربي ميركوري (ديربي، إنجلترا)، 21 أكتوبر 1891؛ العدد 9223 "سير تشارلز ديلك والأساقفة" "عُقد اجتماع جماهيري لعمال محاجر الأردواز في فستينيوق بويلز ليلة الأربعاء [14 أكتوبر] للاحتجاج على بعض حالات الفصل من أحد المحاجر..." قال [ديلك] إن خطب الأساقفة حول مسألة الفصل ذكّرته بأن هناك ثلاث درجات من الكذب – كذبة صغيرة، كذبة كبرى، والإحصائيات (ضحك)"
- العبارة، كما أشار روبرت جيفن في عام 1892، كانت تعديلاً على عبارة حول ثلاثة أنواع من الشهود غير الموثوقين، الكاذب، الكاذب اللعين، والخبير من مجلة الاقتصاد[14] تمت قراءة الورقة في اجتماع جمعية أستراليا للتقدم العلمي في هوبارت في يناير 1892.[15] روبرت جيفن (1837–1910، مساعد محرر والتر باجهوت في مجلة The Economist (الاقتصادي) 1868 فصاعدًا؛ 1882–4 رئيس جمعية الإحصاء): "يقال في نكتة قديمة أن هناك ثلاث درجات من المقارنة بين الكاذبين. هناك كاذبون، هناك كاذبون لعينون، وهناك خبراء علميون. وقد تم تعديل هذا مؤخرًا لإلقاء الأوساخ على الإحصائيات. هناك ثلاث درجات من المقارنة في الكذب. هناك الأكاذيب، هناك الأكاذيب اللعينة، وهناك الإحصائيات."
- يمكن العثور على تلك العبارة في Nature، الصفحة 74 في 26 نوفمبر 1885: "محامٍ مشهور، وهو الآن قاضٍ، صنف الشهود إلى ثلاث فئات: الكاذبون البسطاء، الكاذبون اللعينون، والخبراء. لم يكن يعني أن الخبير يقول أشياء يعلم أنها غير صحيحة، ولكن من خلال التأكيد الذي وضعه على بعض البيانات، ومن خلال ما تم تعريفه بأنه قدرة عالية التطور على التملص، كان التأثير أسوأ في الواقع مما لو كان قد قال أكاذيب مباشرة."[16]
- سجلت دقيقة اجتماع X Club الذي عُقد في 5 ديسمبر 1885، بواسطة توماس هنري هكسلي، "تحدثنا عن السياسة، الفضائح، والفئات الثلاث من الشهود - الكاذبون، الكاذبون اللعينون، والخبراء." مقتبس في عام 1900 في كتاب ليونارد هكسلي حياة ورسائل توماس هنري هكسلي.[17][18]

## الاستخدامات
اُستخدمت العبارة في عنوان عدد من الشروحات الشعبية، بما في ذلك:
- Lies, Damned Lies, and Statistics: The Manipulation of Public Opinion in America، بواسطة مايكل ويلر (W. W. Norton & Co. 1976؛ Dell ورقي 1978).
- Quotes, Damned Quotes ..... some of them to do with statistics (1985)، بواسطة جون بيبي - محاولة لفك تاريخ هذا الاقتباس.
- Damned Lies and Statistics: Untangling Numbers from the Media, Politicians, and Activists (2001)، بواسطة جامعة ديلاوير عالم الاجتماع جويل بيست ((ردمك 978-0520219786)).
- Lies, Damned Lies, and Drug War Statistics: A Critical Analysis of Claims Made by the Office of National Drug Control Policy (2014)، بواسطة ماثيو ب. روبنسون ورينيه ج. شيرلين SUNY Press؛ (ردمك 9781438448381)

يبدأ المقال The Median Isn't the Message بواسطة ستيفن جاي غولد بتكرار هذا الاقتباس. يشرح غولد كيف أن الإحصائية التي تقول أن الورم الظهاري البرتوني، وهو نوع من السرطان الذي تم تشخيصه به في عام 1982، لديه "مدة بقاء متوسطة تبلغ ثمانية أشهر" مضللة.
"الأكاذيب، الأكاذيب اللعينة، والإحصائيات" هو عنوان الحلقة 21 من الموسم الأول من الدراما NBC (الجناح الغربي)The West Wing.

## قراءة إضافية
- Reinhart، Alex (مارس 2015). Statistics Done Wrong: The Woefully Complete Guide (الإحصاءات المنفذة بشكل خاطئ: الدليل الكامل البائس). نوستريتش للنشر [الإنجليزية]. ص. 176. ISBN:978-1593276201. مؤرشف من الأصل في 2015-04-07.